# Per Fosshaug
Per Magnus Fosshaug, född 24 februari 1965 i Ljusdal, är en svensk bandytränare och tidigare bandyspelare. Han har vunnit sex SM-guld och fem VM-guld i bandy.

## Biografi
Fosshaug är son till bandyspelaren Örjan Modin. Han föddes i Ljusdal men växte upp i Borlänge. Fosshaug har spelat i klubbarna Borlänge Bandy, Falu BS, IFK Vänersborg, Västerås SK, Sandvikens AIK och Tillberga Bandy Västerås.
Han gjorde 15 januari 2008 det snabbaste målet hittills i svensk elitbandy, i matchen mellan Tillberga IK Bandy och Villa-Lidköping. Målet gjordes redan efter fem sekunder, och det var tre sekunder snabbare än det tidigare rekordet som innehades av Hans Elis Johansson.
Efter säsongen 2007/2008 meddelade han att han lade av som bandyspelare på toppnivå. Istället skulle han satsa på en tränarkarriär och blev därefter tränare för Tillberga Bandy.  Sedan maj 2013 är Fosshaug förbundskapten för Somalias herrlandslag i bandy. Från säsongen 2014/2015 återvände Fosshaug till Västerås SK men nu som teknisk rådgivare till bland annat A-laget. Han har därefter varit tränare i AIK Bandy.
Fosshaug blev 2007 diagnostiserad med ADHD. Han deltog hösten 2007 och våren 2008 i TV-dokumentären Mitt huvud är en torktumlare som sändes på SVT den 4 september 2008. Fosshaug har även medverkat i Sveriges Televisions program Mästarnas mästare 2009, där han slutade på femte plats samt medverkat i programseriens jubileumssäsong 2018. Den 20 oktober 2007 släppte han den självbiografiska boken Bandygalen skriven tillsammans med Anders Lif.
Från och med säsongen 2024/2025 är Fosshaug huvudtränare i Villa Lidköping BK.

## Utmärkelser
Per Fosshaug har under karriären tagit sex SM-guld med VSK samt fem VM-guld. Han utsågs till årets man i svensk bandy 1994 och är Stor grabb nummer 197. Den 28 oktober 2011, i samband med matchen Tillberga IK-Edsbyns IF i ABB Arena Syd, blev Per Fosshaug världens första bandyspelare att få sin tröja upphissad i taket.

## Meriter

### SM-guld i bandy
- 1993
- 1994
- 1996
- 1998
- 1999
- 2001

(samtliga med Västerås SK)

### VM-guld i bandy
- 1993
- 1995
- 1997
- 2003
- 2005